# 蒙雷阿尔 (西班牙)
蒙雷阿尔（西班牙語：Monreal）是西班牙纳瓦拉的一个市镇。总面积23平方公里，总人口289人（2001年），人口密度13人/平方公里。